# Kepler-432b
Kepler-432b — одна з найбільших екзопланет, відомих астрономам. Нова планета Kepler-432b приблизно в шість разів більше маси Юпітера — найбільшої з планет Сонячної системи. Гіганта Kepler-432b виявили дві групи німецьких вчених, що спиралися на дані, отримані від орбітального телескопа Кеплер. Німецькі вчені — з Інституту астрономії Товариства Макса Планка і Гейдельберзького університету. 
Маса об'єкту складає 5,84 маси Юпітера, причому Kepler-432b дуже схожий на нього своїми розмірами. Газовий гігант входить до числа найщільніших і наймасивніших планет, відомих сучасній науці. Супер-Юпітер знаходиться у сузір’ї Лебідь на відстані 2850 світлових років від Землі, пише Naked Science.
Екзопланета Kepler-432b обертається навколо зірки Kepler-432, яка є червоним гігантом. Оборот займає 52 земних діб. Вчені говорять, що орбіта Kepler-432b є незвичною для планет, що «сусідять» із зірками-гігантами. Велика частина з них має великі колові орбіти, в той час як відкрите небесне тіло має невелику і витягнуту орбіту. Це обумовлює те, що на планеті спостерігаються дуже сильні перепади температури. Взимку температура на Kepler-432b тримається на позначці приблизно 500 градусів Цельсія, а влітку піднімається до 1000.
За оцінками вчених, менш ніж через 200 мільйонів років Kepler-432b буде поглинена своєю батьківською зіркою, що постійно розширюється.